# 275 a. C.
El año 275 a. C. fue un año del calendario romano prejuliano. En el Imperio romano se conocía como el año 479 ab urbe condita. 

## Acontecimientos

### Asia
- La historia de Babilonia llega a su fin con el transporte de lo que quedaba de sus habitantes a Seleucia del Tigris.
- El rey seléucida Antíoco I vence a los invasores gálatas en la batalla de los elefantes.

### Península ibérica
- Hegemonía arévaca entre los celtíberos.[1]

### Península itálica
- Consulados de Lucio Cornelio Léntulo Caudino y Manio Curio Dentato, cos. II, en la Antigua Roma.[2]
- Pirro, rey de Epiro, es derrotado en la batalla de Benevento por el cónsul romano Manio Curio Dentato, marcando el final de las guerras pírricas.

### Resto del Mundo
- Se levanta en Alejandría el primer faro, llamado así por Faros, la isla donde fue construido. Es considerado una de las siete maravillas de la Antigüedad.[3]

## Nacimientos
- Quinto Fabio Máximo Verrucoso, cónsul y dictador romano.
- Eratóstenes.
- Amílcar Barca, posiblemente.

## Fallecimientos
- Alexis de Turios, cómico ateniense (n. 375 a. C.)